# Клубков-Мосальский, Иван Львович
Князь Иван Львович Клубков-Мосальский (ум. после 1647) — московский дворянин и воевода во времена правления Ивана IV Васильевича Грозного, Фёдора Ивановича, Бориса Годунова, Смутное время и Михаила Фёдоровича.
Младший сын князя Льва Ивановича Клубкова-Мосальского. Имел старшего брата князя Василия Львовича.

## Биография
В 1577 году в Боярском списке записан с пометой «изменил».
В 1598 году в числе дворян московских принимал участие в Соборе и подписался на грамоте об избрании царём Бориса Годунова.
Сторонник Лжедмитрия I, в июне 1607 года в Ряжске принёс повинную и был прощён.
В декабре 1610 года по челобитью боярина и дворецкого князя Василия Михайловича Рубца Мосальского с братией и племянниками, расписался на грамоте королю Сигизмунду III с просьбой утвердить за ними их прежнюю вотчину — город Мосальск с волостями, на что получают подтвердительную грамоту.
В 1611 году в Боярском списке показан в дворянах.
В 1615—1618 годах воевода в Серпухове. В марте 1616 года указано ему быть в Украинном разряде, идти из Серпухова на сход с князем Фёдором Фёдоровичем Куракиным, оберегать от набега татар. В 1617 году указано ему быть на сходе с князем Иваном Хованским.
В 1619—1621 годах воевода в Кашире, откуда отозван в Москву.
В 1623—1625 годах воевода на Курмыше, откуда отозван в Москву.
В 1626 году упоминается в "списке лиц, бывших в праздник Светлого Христова Воскресенья в комнате у государя" в передней избе, здесь князь Иван Львович значатся в числе "дворян в комнате".
Обедал у царя Михаила Фёдоровича (12 июля, 16 августа 1627 и 12 июля 1628).
В 1629—1631 и 1633 годах воевода в Галиче.
В Боярской книге 1627—1640 годов записан московским дворянином.
В 1631, 1634, 1636, 1640 и 1647 годах показан в дворянах.
Владел поместьями и вотчинами в Московском, Мосальском и Вологодском уездах.

## Семья
От брака с неизвестной имел единственного сына:
- Князь Клубков-Мосальский Фёдор Иванович (ум. после 1640)[4] — пожалован в 1627 году в стольники Патриарха Филарета. В 1629 году имел оклад 450 четей и 18 рублей. В 1634 году был на службе в Можайске. В 1635 году упоминается на службе за царским столом при отпуске литовских послов "перед Государем есть ставил". В 1636 и 1640 годах показан в государевых стольниках[3]. В 1639 году в январе и феврале участвовал в церемонии погребения царевича Ивана Михайловича, а в апреле дневал и ночевал при гробе царевича Василия Михайловича